# 후쿠베촌
후쿠베촌(福部村)은 돗토리현 이와미군의 옛 촌이다.
2004년 11월 1일에 돗토리시에 편입 합병해, 촌역은 돗토리시 후쿠베정이 되었다. 

## 역사
- 1928년 4월 1일  - 시오미촌·핫토리촌이 합병해 성립하였다. 촌명은 에도시대에 당촌 내에 후쿠다 야스시, 핫토리 쇼가 존재함으로써 이 양자의 이름을 합성하였다.
- 2004년 11월 1일 - 돗토리시에 편입되었다. 동일 후쿠베촌은 폐지되었다.

## 교통

### 철도
- 서일본 여객철도
  - 산인 본선

### 도로
- 국도 9호선